# عوانه
عوانه (به عربی: العوانة) یک شهرداری در الجزایر است که در استان جیجل واقع شده‌است. عوانه ۱۲٬۳۸۴ نفر جمعیت دارد.